# Michael Nutter
Michael Nutter (Filadelfia, 29 giugno 1957) è un politico statunitense, sindaco della città di Filadelfia. Eletto il 6 novembre 2007, è stato riconfermato nelle elezioni comunali tenutesi l'8 novembre 2011..